# Bahnhof Schladern (Sieg)

Der Bahnhof im 19. Jahrhundert von der Gleisseite

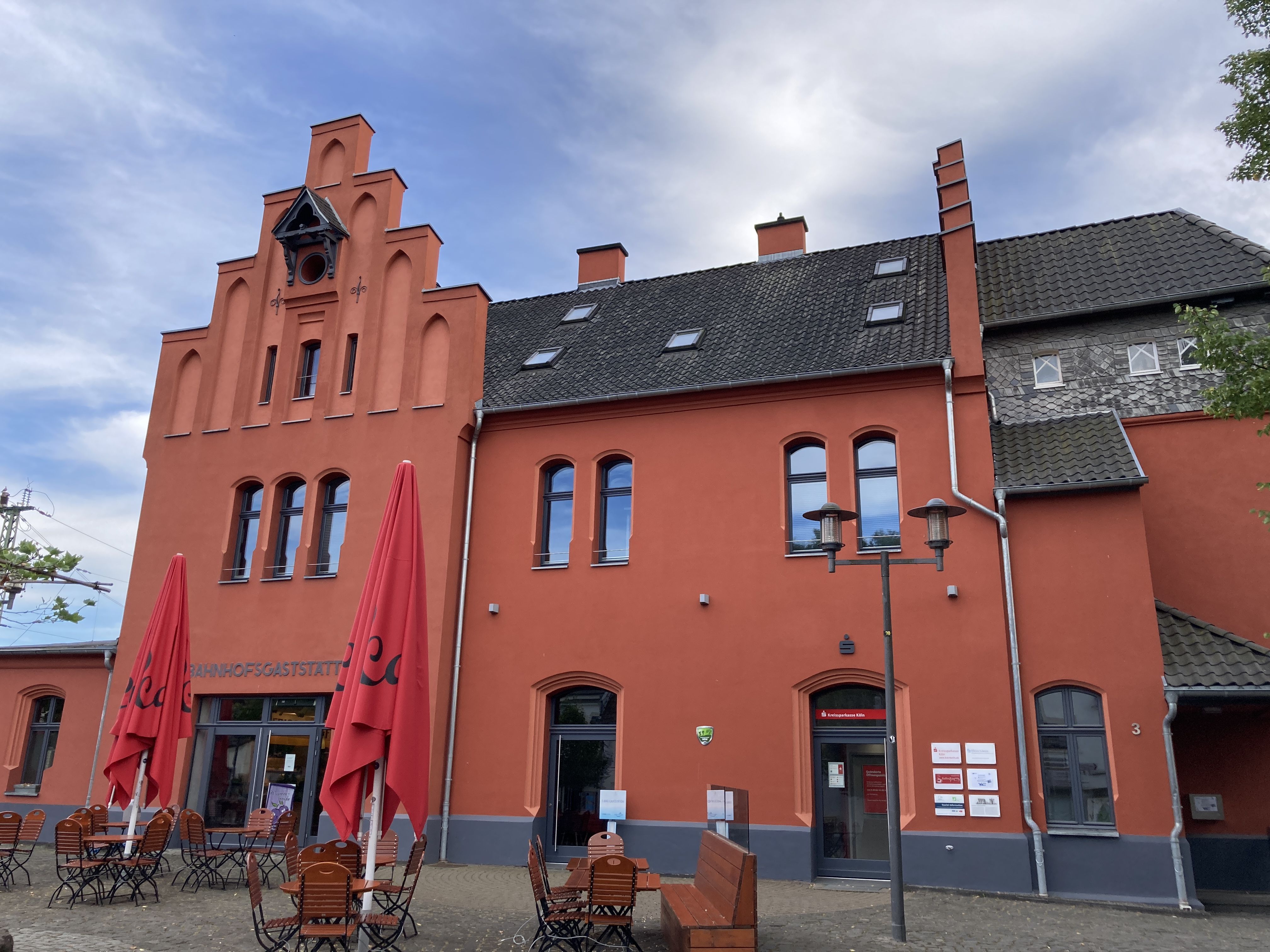
Empfangsgebäude von der Straßenseite (2022)

Das Empfangsgebäude des Bahnhofs Schladern (Sieg) liegt an der Siegstrecke im Ort Windeck-Schladern. Es wurde 1859 errichtet und steht unter Denkmalschutz.

## Nutzung
Der von der Bahn nicht mehr besetzte Bahnhof wurde 2002 von der Wirtschaftsförderungs- und Entwicklungsgesellschaft Windeck gekauft, weiterverkauft und nach Renovierung zurückgemietet. Er beherbergt aktuell 2014 neben Büroräumen ein Café und ein Tourismusbüro der Gemeinde. Am Bahnhof gibt es außerdem eine E-Bike-Ladestation und einen Geldautomaten. Genutzt wird der Bahnhof von jährlich 15.000 Fahrgästen.

## Bedienung
Der Bahnhof wird von den S-Bahn-Linien S 12 und S 19 und dem Rhein-Sieg-Express (RE 9) bedient.
| Linie | Verlauf / Anmerkungen | Takt (Mo–Fr) |
| ----- | --- | ------------ |
| S 12  | Horrem – Frechen-Königsdorf – Köln-Weiden West – Köln-Lövenich – Köln-Müngersdorf Technologiepark – Köln-Ehrenfeld – Köln Hansaring – Köln Hbf – Köln Messe/Deutz – Köln Trimbornstraße – Köln Airport Businesspark – Köln Steinstraße – Porz (Rhein) – Porz-Wahn – Spich – Troisdorf – Siegburg/Bonn – Hennef (Sieg) – Hennef Im Siegbogen – Blankenberg (Sieg) – Merten (Sieg) – Eitorf – Herchen – Dattenfeld (Sieg) – Schladern (Sieg) – Rosbach (Sieg) – Au (Sieg) Stand: Fahrplanwechsel Dezember 2023                                                                        | 60 min       |
| S 19  | Düren – Merzenich – Buir – Sindorf – Horrem – Frechen-Königsdorf – Köln-Weiden West – Köln-Lövenich – Köln-Müngersdorf Technologiepark – Köln-Ehrenfeld – Köln Hansaring – Köln Hbf – Köln Messe/Deutz – Köln Trimbornstraße – Köln Frankfurter Straße – Köln/Bonn Flughafen – Porz-Wahn – Spich – Troisdorf – Siegburg/Bonn – Hennef (Sieg) – Hennef Im Siegbogen – (Blankenberg (Sieg) /) Merten (Sieg) – Eitorf – Herchen – Dattenfeld (Sieg) – Schladern (Sieg) – Rosbach (Sieg) – Au (Sieg) Stand: Fahrplanwechsel Dezember 2023                                               | 60 min       |
| RE 9  | Rhein-Sieg-Express: Aachen Hbf – Aachen-Rothe Erde – Stolberg (Rheinl) Hbf – Eschweiler Hbf – Langerwehe – Düren – Horrem – Köln-Ehrenfeld – Köln Hbf – Köln Messe/Deutz – Porz (Rhein) – Troisdorf – Siegburg/Bonn – Hennef (Sieg) – Eitorf – Herchen – (Dattenfeld –)* Schladern (Sieg) – (Rosbach (Windeck) –)* Au (Sieg) – (Etzbach –)* Wissen (Sieg) – (Niederhövels – Scheuerfeld (Sieg) –)* Betzdorf (Sieg) – Kirchen – Brachbach (– Niederschelden – Eiserfeld (Sieg))* – Siegen Hbf * Halt einzelner Züge im Nacht- und Berufsverkehr Stand: Fahrplanwechsel Dezember 2023 | 60 min       |

## Denkmalschutz
Das im wilhelminischen Stil erbaute Ziegelgebäude ist unter der Nr. A 169 in die Liste der Baudenkmäler in Windeck eingetragen.

## Sonstiges
Der Bahnhof wurde 2014 zum Wanderbahnhof NRW gewählt. Nahziele in der Umgebung sind der Siegfall, Burg Mauel und die Burg Windeck.